# Pilar Tejo Mora-Granados
Pilar Tejo Mora-Granados és una de les quatre primeres dones que a Espanya es va titular com a Enginyera Naval.
Pilar Tejo Mora-Granados és actualment directora tècnica de l'Associació Espanyola de Promoció del Transport Marítim de Curta Distància (SPC-Spain),
a més és sòcia-directora de l'empresa Teirlog-Enginyeria, especialitzada en consultoria i enginyeria de transports i logística, que compta amb professionals especialistes en el sector de l'enginyeria naval.
A més, Pilar Tejo Mora-Granados és la directora de Salvament Marítim, i responsables de la Societat de Salvament i de l'empresa constructora, AgustaWestland.
Va ser la primera dona a rebre el Premi AINE, atorgat per l'Associació d'Enginyers Navals, l'any 2009, en la modalitat d'Enginyer Naval amb Trajectòria més Destacada Durant 2009. Aquest premi li va ser atorgat com a reconeixement a la seva labor com a Directora General de Salvament Marítim durant més d'un quinquenni, i pels assoliments realitzats durant aquest temps en el Pla Nacional de Salvament 2006 – 2009, per millorar el servei de rescat i lluita contra la contaminació i prevenir situacions d'emergència en el mar.
Any en el qual a més va ser Directora Executiva de Ports, Logística i Transport Marítim.
A més dels seus treballs dins del sector, també realitza ponències i xerrades formatives i orientatives en diferents institucions tant públiques com a privades, com la realitzada en l'Ateneu de Madrid, sota l'auspici de la Fundació Philippe Cousteau “Unió dels Oceans” el 19 de juny de 2007.